# Tipula (Pterelachisus) tridentata
Tipula (Pterelachisus) tridentata is een tweevleugelige uit de familie langpootmuggen (Tipulidae). De soort komt voor in het Oriëntaals gebied.